# División de Supercomputación Avanzada de la NASA

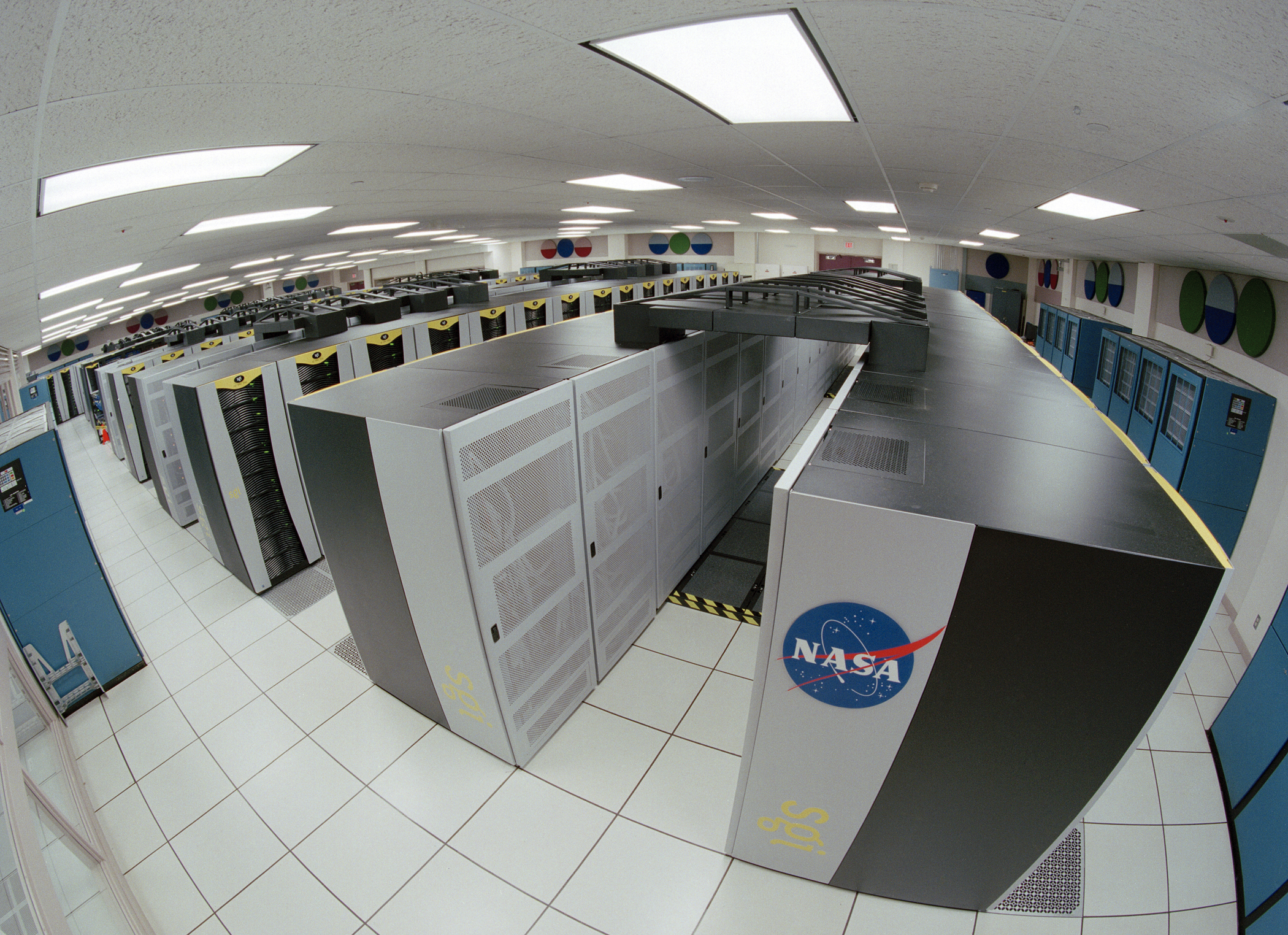
El superordenador Columbia instalado en la NASA Advanced Supercomputing Division.

La NASA Advanced Supercomputing (NAS) Division es una instalación perteneciente a la NASA y está localizado en el Centro de Investigación Ames, en Moffett Field, California, cerca de Mountain View.
Proporciona recursos de informática para varios proyectos de la agencia espacial estadounidense, tales como simulación de lanzamientos de transbordadores para misiones futuras, calcular el impacto humano sobre los patrones del clima o el diseño de vehículos de exploración y naves aéreas seguras y eficientes.
La NAS alberga al Superordenador Columbia, un superordenador de 10.420 procesadores construido a partir de 20 sistemas SGI Altix, cada uno equipado con 512 procesadores Intel Itanium 2.
La NAS también hace un uso intensivo del Condor High-Throughput Computing System para distribuir grandes operaciones entre varias unidades de procesamiento.